# Susan Manning
Susan Manning est une historienne de la danse et professeure d'anglais et de théâtre à l'université Northwestern.

## Biographie
Susan Manning occupe conjointement un poste au département d'anglais et d'études de spectacles (performance studies en anglais). Elle est actuellement professeure dans le département d'anglais à l'université Northwestern. Son premier livre, Ecstasy and the Demon, a remporté le prix de la Torre Bueno (en) en 1994, tandis que son deuxième livre, Modern Dance Negro Dance, a reçu une mention honorable comme publication exceptionnelle du congrès sur la recherche en danse (en). Manning a été présidente de la Society of Dance History Scholars (en) et organisatrice du Chicago Seminar on Dance and Performance.
Manning est diplômée du Harvard College avec un Bachelor of Arts (BA) en 1978 (en études de la danse) et un doctorat de l'université Columbia (en 1987) dans un programme interdépartemental entre l'anglais et le théâtre.

## Publications
- Modern Dance Negro Dance: Race in Motion (University of Minnesota Press, 2004)[2]
- Ecstasy and the Demon: Feminism and Nationalism in the Dances of Mary Wigman (University of California Press, 1993)[2],[6]
- Danses noires/blanche Amérique (2008)[2]
- New German Dance Studies (2012)[2]
- Routledge Encyclopedia of Modernist Dance (2020)[2]
- Futures of Dance Studies (2020)[2]